# Измаил (епископ Сарский)
Епископ Измаил (в миру Михаил) — епископ Русской церкви, епископ Сарский (Сарайский).
В 1296 году помирил вместе с Симеоном, епископом Владимирским, враждовавших великого князя Андрея Александровича с Иваном Переяславским, Даниилом Московским и Михаилом Тверским, рассорившихся из-за волостей. Благодаря вмешательству Измаила не произошло кровопролития.
В 1313 году по неизвестной причине митрополит Петр лишил Измаила сана и поставил на его место Варсонофия.